# (22619) Ajscheetz
(22619) Ajscheetz est un astéroïde de la ceinture principale d'astéroïdes.

## Description
(22619) Ajscheetz est un astéroïde de la ceinture principale d'astéroïdes. Il fut découvert le 22 mai 1998 à Socorro (Nouveau-Mexique) par le projet LINEAR. Il présente une orbite caractérisée par un demi-grand axe de 2,31 UA, une excentricité de 0,04 et une inclinaison de 6,0° par rapport à l'écliptique.

## Compléments